# Cargolet modest
El cargolet modest (Cantorchilus modestus) és un ocell de la família dels troglodítids (Troglodytidae).

## Hàbitat i distribució
Habita zones amb matolls i arbustives i camps de les terres baixes des del sud de Mèxic fins Costa Rica.